# Charlie Hughes
Charles Hughes, també conegut com a Charlie Hughes, (?, 1945 o 1946 - Belfast, 8 de març de 1971) va ser un líder republicà irlandès, cap (officer commanding, O/C) del segon batalló de la Brigada de Belfast de l'IRA Provisional, conegut com la D company, D Coy o the Dogs. Va ser assassinat el 8 de març de 1971 en un episodi d'enfrontaments entre l'IRA Provisional i l'IRA Oficial, quan tenia 26 anys.
Nascut en el bressol d'una família catòlica de Lower Falls, formà part del primer nucli de dotze membres de la companyia D, els anomenats Dirty Dozen, de l'IRA Provisional de Belfast. Tot i que aleshores els provos tenien menys implantació que l'IRA Oficial a Falls Road, Hughes va tenir un paper destacat durant els enfrontaments armats de la batalla de Falls, el 1970, arràn d'una operació de l'Exèrcit britànic per decomissar armes que va acabar en un toc de queda i batalla posterior. A partir d'alshores, la tensió creixent entre els dos grups escindits de l'IRA va ocasionar diversos incidents a Belfast. La cadena de fets que va portar a la mort de Charlie Hughes s'inicià amb l'interrogatori violent que el oficials van fer a Paddy McDermott, un membre de l'IRA que s'havia passat als provisionals, en la disputa pel control de l'arsenal de l'IRA de Belfast l'any 1971. Hughes va liderar un acte de represàlia el 8 de març d'aquell any que va acabar amb la crema del pub The Burning Embers, punt de reunió l'IRA Oficial. Hughes i els seus acompanyants es van dirigir cap a un altre bar, The Cracked Cup, on s'inicia un tiroteig en el que Hughes va resultar mort.
L'enterrament de Charlie Hughes va ser multitudinari, i l'exèrcit va impedir la utilització de parafernàlia paramilitar. Segons el testimoni de dos membres de l'IRA de Belfast, Phil McCullough i Brendan Hughes (el cosí de Charles), els soldats britànics que van ocupar la zona del funeral van fer una salutació militar al pas del fèretre.